# Asura euprepioides
Asura euprepioides là một loài bướm đêm thuộc phân họ Arctiinae, họ Erebidae.